# 安武県
安武県（あんふ-けん）は中華人民共和国甘粛省にかつて設置された郡。現在の平涼市霊台県北西部に相当する。
南北朝時代、西魏により安武郡が設置された際に朝那県より分割設置された。583年（開皇3年）に隋朝により廃止され、朝那県に統合された。